# Uloborus emarginatus
Uloborus emarginatus là một loài nhện trong họ Uloboridae.
Loài này thuộc chi Uloborus. Uloborus emarginatus được Wladislaus Kulczynski miêu tả năm 1908.